# Bernard Cohn
Bernard Cohn (ur. 1835, zm. 1889) – amerykański polityk, piętnasty burmistrz Los Angeles. Pierwszy i jak dotąd jedyny burmistrz tego miasta żydowskiego pochodzenia. Był nim tylko przez 15 dni, od 21 listopada 1878 do 5 grudnia 1878, został mianowany na to stanowisko po śmierci urzędującego burmistrza Fredericka A. MacDougala. Walkę o elekcje przegrał z Jamesem R. Tobermanem.
Wcześniej był właścicielem sklepu i od 1876 roku członkiem Rady Miasta (City Council).